# Жакипбека Маханбетова
Жакипбе́ка Маханбе́това (каз. Жақыпбек Маханбетов) — село у складі Кизилорджинської міської адміністрації Кизилординської області Казахстану. Адміністративний центр та єдиний населений пункт Аксуатського сільського округу.
У радянські часи село називалось Кірово.
Населення — 10100 осіб (2021; 3780 у 2009, 2386 у 1999, 2220 у 1989).